# Saint-Seurin-de-Cursac

Saint-Seurin-de-Cursac este o comună în departamentul Gironde din sud-vestul Franței. În 2009 avea o populație de 722 de locuitori.

## Evoluția populației
| An        | 1975 | 1982 | 1990 | 1999 | 2006 | 2009 |
| --------- | ---- | ---- | ---- | ---- | ---- | ---- |
| Populație | 335  | 712  | 738  | 761  | 744  | 722  |